# فيلار دي بوزو (سيوداد ريال)
بلدية فيلار دي بوزو (بالإسبانية: Villar del Pozo)‏، هي إحدى بلديات مقاطعة سيوداد ريال إحدى مقاطعات إسبانيا، والتي تقع في منطقة قشتالة لا منتشا وسط إسبانيا.
يبلغ عدد سكانها 112 نسمة وفقاً لإحصائية سنة (2007).